# Лемсело
Лемсело (нід. Lemselo) — селище в нідерландській провінції Оверейсел. Входить до муніципалітету Дінкелланд.
Перша згадка про населений пункт датується кінцем 10-го сторіччя.